# Сент-Аман-лез-О
Сент-Ама́н-лез-О (фр. Saint-Amand-les-Eaux) — коммуна во Франции, регион О-де-Франс, департамент Нор, округ Валансьен, кантон Сент-Аман-лез-О. Расположена в 13 км к северо-западу от Валансьена и в 6 км от границы с Бельгией, на реке Скарп. На юго-западе коммуны находится железнодорожная станция Сент-Аман-лез-О линии Лилль-Валансьен.
Население (2017) — 15 889 человек.

## История
Поселение в этом месте было основано в VII веке известным миссионером и просветителем Святым Аманом, который получил земли в полудикой части Фландрии в дар от короля Дагоберта I для осуществления миссионерской деятельности. Святой Аман построил здесь монастырь, а при нем школу, в которую приезжали учиться читать и писать как местные жители, так и приезжие издалека.
В 880 году норманны сожгли село и аббатство; в последующие годы оно было быстро восстановлено и процветало благодаря щедрости французских королей и местных феодалов. В 1340 году, в начале Столетней войны, его подожгли сторонники англичан.
После смерти короля Бургундии Карла Смелого в 1477 году город на протяжении двух веков был предметом споров между Францией и Испанскими Нидерландами, пока в 1668 году не был окончательно передан Франции по условиям Ахенского соглашения.
В настоящее время город известен благодаря своему термальному источнику, у которого выстроен бальнеологический центр.

## Достопримечательности
- Аббатство Сент-Аман, основанное около 630 года и закрытое во время Великой Французской революции в 1789 г. К настоящему времени сохранились главный вход и башня, являющиеся символами города
- Церковь Святого Мартена 1783 года
- Церковь Святой Терезы
- Церковь Святого Иоанна Крестителя
- Краеведческий музей в здании башни бывшего аббатства
- Здание мэрии
- Природный парк Скарп-Эско на правом берегу реки Скарп

## Экономика
Структура занятости населения:
- сельское хозяйство — 0,7 %
- промышленность — 25,9 %
- строительство — 4,2 %
- торговля, транспорт и сфера услуг — 35,3 %
- государственные и муниципальные службы — 34,0 %

Уровень безработицы (2017) — 17,3 % (Франция в целом — 13,4 %, департамент Нор — 17,6 %). 

Среднегодовой доход на 1 человека, евро (2017) — 19 040 (Франция в целом — 21 110, департамент Нор — 19 490).

## Демография
Динамика численности населения, чел.

## Администрация
Пост мэра Сент-Аман-лез-О с 1995 года занимает коммунист Ален Боке (Alain Bocquet), бывший депутат Национального собрания Франции, девять раз в период с 1978 по 2017 годы избиравшийся депутатом от 20-го округа департамента Нор. На муниципальных выборах 2020 года возглавляемый им список коммунистов одержал победу в 1-м туре, получив 50,96 % голосов.
| Период | Период | Фамилия     | Партия                                     | Примечания |
| ------ | ------ | ----------- | ------------------------------------------ | --- |
| 1953   | 1995   | Жорж Доннес | Французская секция Рабочего интернационала | адвокат, член Генерального совета департамента, депутат Национального собрания, депутат Европейского парламента |
| 1995   |        | Ален Боке   | Коммунистическая партия                    | воспитатель, депутат Национального собрания                                                                     |

## Знаменитые уроженцы
- Давен, Казимир Жозеф — французский физиолог и биолог.

## Города-побратимы
- Андернах, Германия
- Эрвин, Шотландия
- Тиволи, Италия
- Димона, Израиль

## Галерея

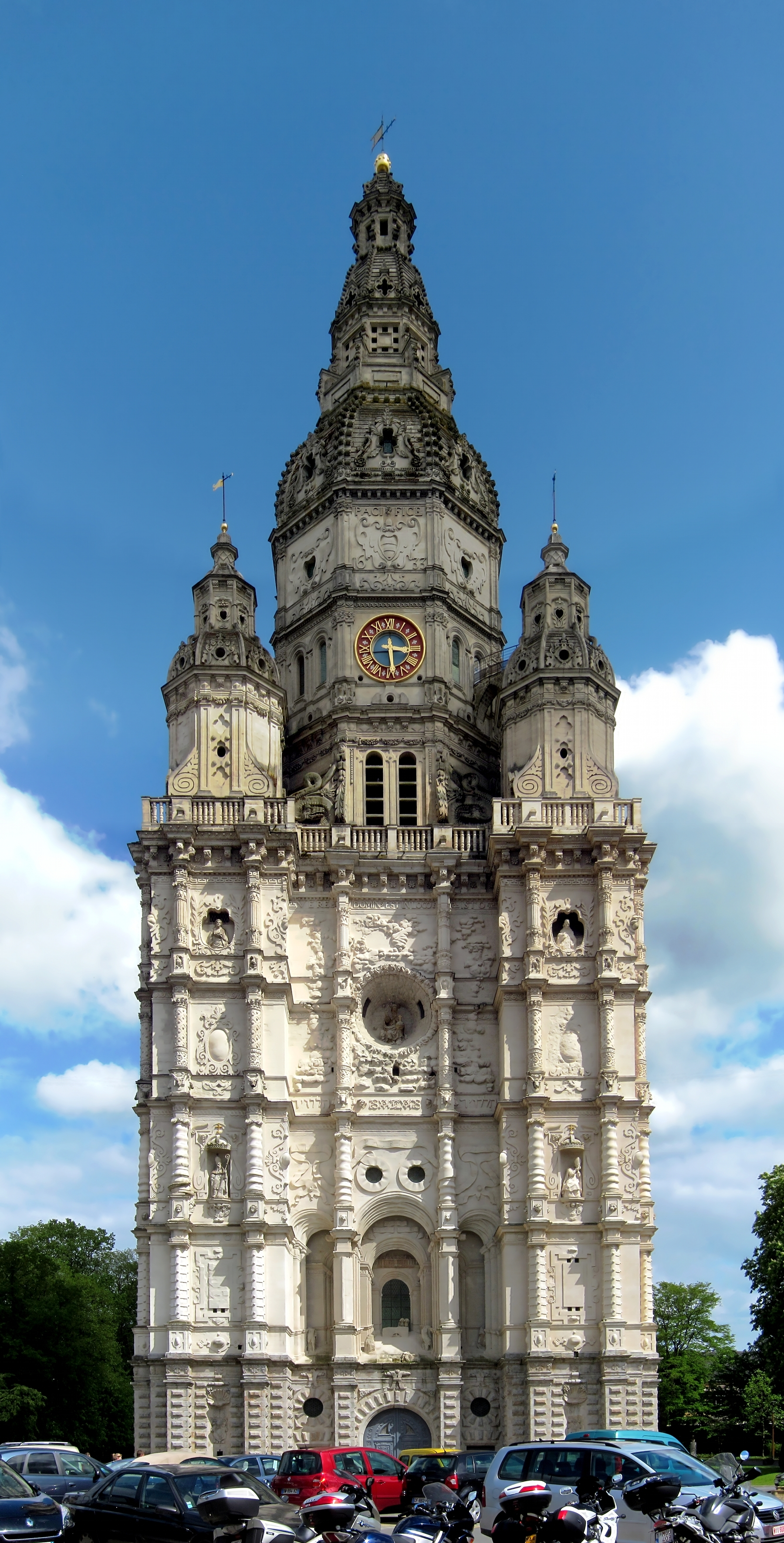
Башня аббатства Сент-Аман
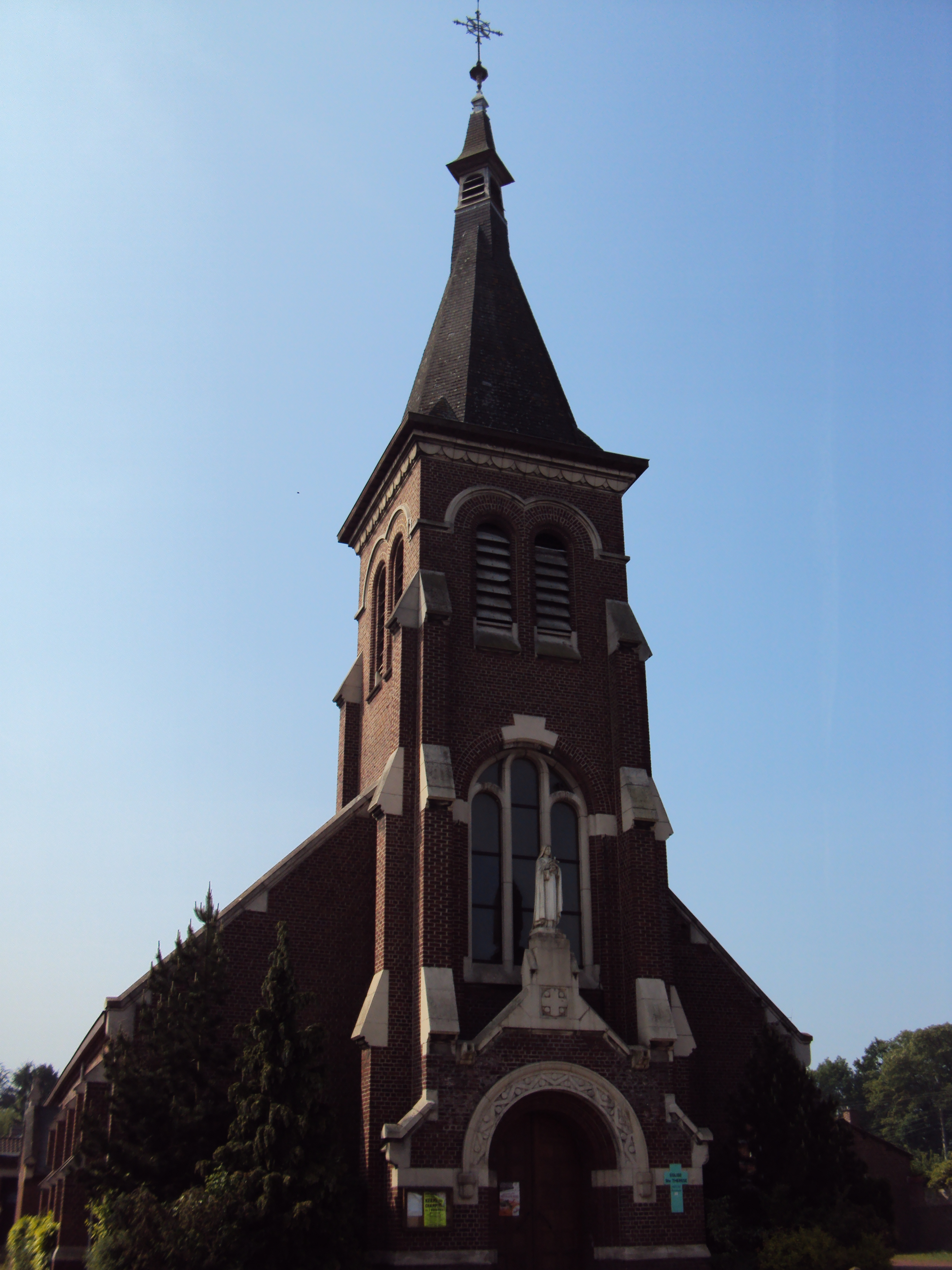
Церковь Святой Терезы
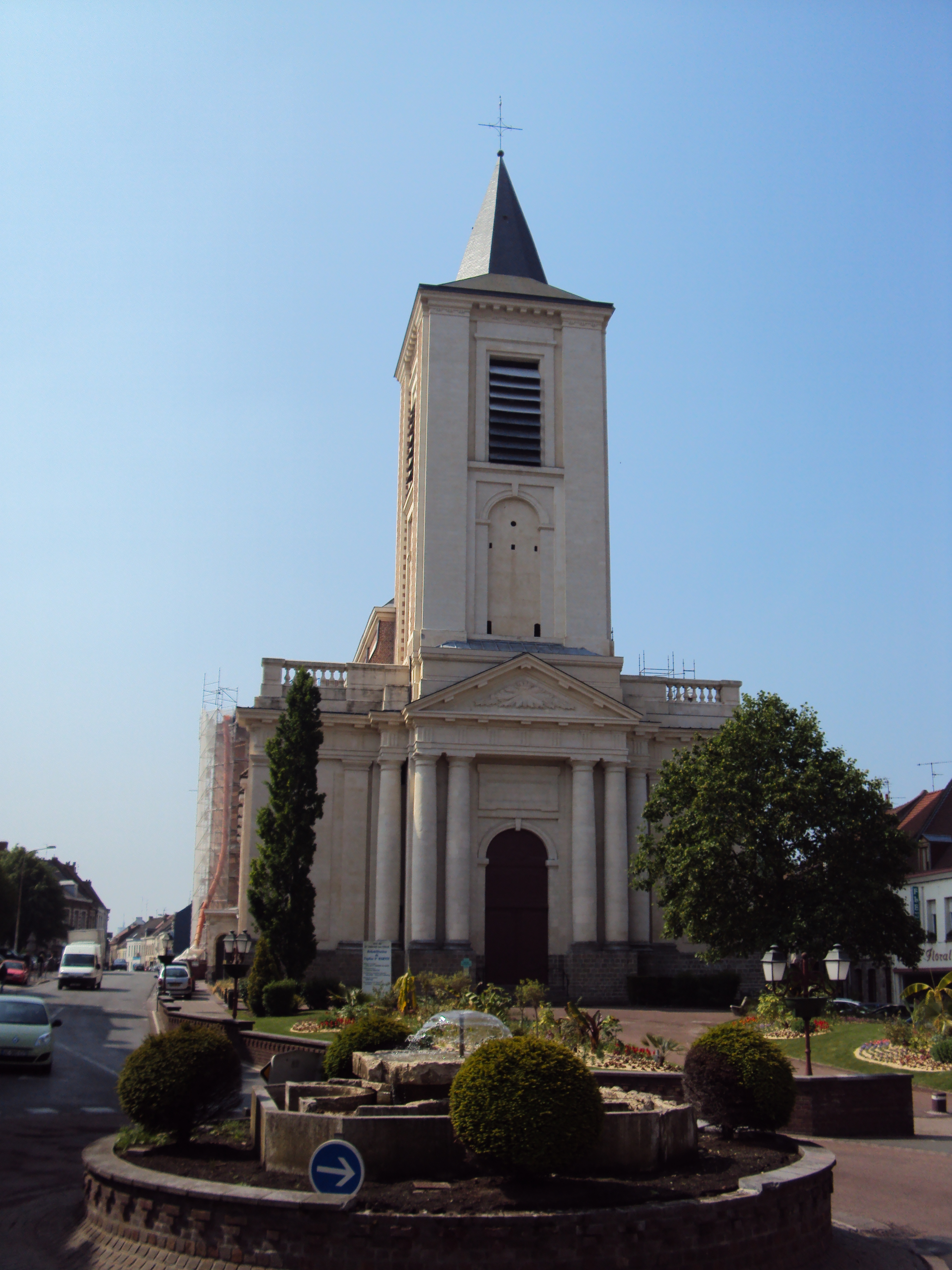
Церковь Святого Мартена
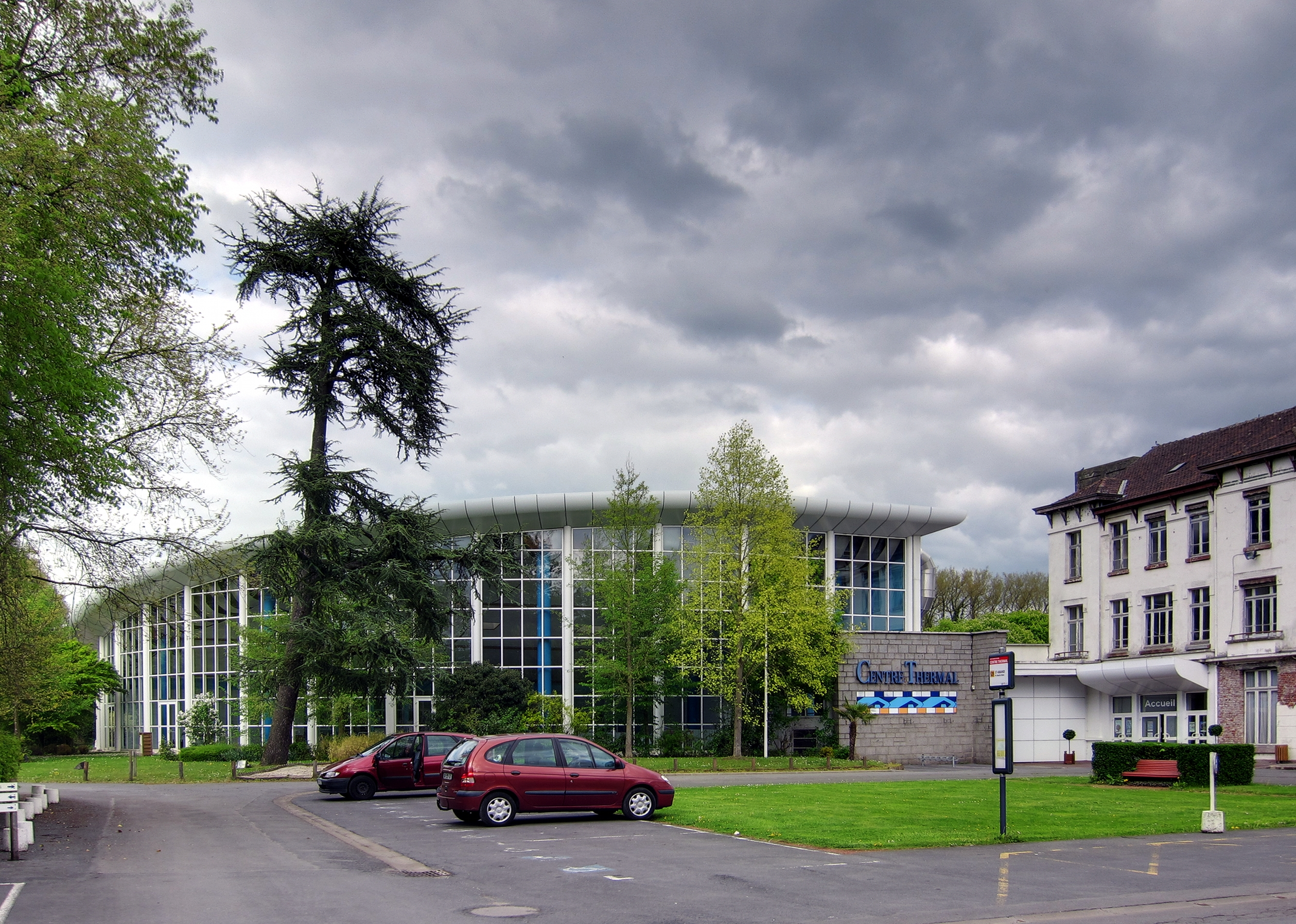
Бальнеологический центр Сент-Амана

1. 1 2  база данных о французских коммунах — Национальный географический институт Франции, 2015.